# Is This the World We Created..?
Az Is This the World We Created..? a kilencedik, utolsó dal a brit Queen rockegyüttes 1984-es The Works albumáról. A szerzői Brian May gitáros és Freddie Mercury énekes voltak. Mercury így mesélt a keletkezéséről: „Végignéztük az összes számot a lemezen, és úgy gondoltuk, még hiányzik róla egy igazi ballada […] És mindjárt ott helyben neki is álltunk ketten összehozni egyet. Kézbe vett egy akusztikus gitárt, leültem mellé, és együtt összeraktuk. […] nagyjából két nap alatt meg is volt. Korábban sosem működött az, hogy leülünk együtt, és közösen írunk egy dalt, mert az biztos, hogy veszekedésbe torkollott vagy káoszba fulladt volna. Ez alkalommal viszont nem volt időnk úgy dönteni, hogy ne csináljuk.” A felvételen May akusztikus gitáron játszott, Mercury énekelt, több kíséret nem volt. Terveztek bele zongorabetétet is, de az végül nem valósult meg. Az utolsó pillanatban került a lemezre, Mercury „There Must Be More To Life Than This” című dala helyett, amely végül az énekes szólólemezére került.
1984 és 1986 között rendszeresen játszották a koncertek akusztikus blokkjában, a „Love of My Life” mellett. 1985. július 13-án a Live Aid koncerten egyike volt a három ráadás dalnak, délután 9:44-kor adta elő kettesben Mercury és May. 2003. november 29-én a Live 8 koncerten May Andrea Corr énekesnővel közösen adta elő.
Az „It’s a Hard Life” kislemez B-oldalára került 1984. július 16-án. A dal forgalmazásából befolyó jövedelmet May és Mercury a Save the Children jótékonysági szervezetnek ajánlotta fel. A kritikusok többsége kiemelte a dal aktuális témáját. A People Weekly szerint társadalmi felelősségvállalást próbálja erősíteni, a Rolling Stone szerint „akusztikus elmélkedés az éhezésről, a gyűlöletről, és a generációs felelősségről, Mercury meggyőződéssel énekli.”

## Közreműködők
- Freddie Mercury: ének
- Brian May: akusztikus gitár